# Renault R30
De Renault R30 is een Formule 1-auto, die in 2010 wordt gebruikt door het Formule 1-team Renault. 

## Onthulling
De auto werd op 31 januari 2010 onthuld op het Circuit Ricardo Tormo in Valencia. 
McLaren MP4-25 ·
Mercedes MGP W01 ·
Red Bull RB6 ·
Ferrari F10 ·
Williams FW32 ·
Renault R30 ·
Force India VJM03 ·
Toro Rosso STR5 ·
Lotus T127 ·
HRT F110 ·
BMW Sauber C29 ·
Virgin VR-01